# Reedsburg (hrabstwo Sauk)
Reedsburg – miejscowość w Stanach Zjednoczonych, w stanie Wisconsin, w hrabstwie Sauk.